# Meridiano 49 E
O meridiano 49 E é um meridiano que, partindo do Polo Norte, atravessa o Oceano Ártico, Europa, Ásia, África, Oceano Índico, Oceano Antártico, Antártida e chega ao Polo Sul. Forma um círculo máximo com o Meridiano 131 W.
Começando no Polo Norte, o meridiano 48º Este tem os seguintes cruzamentos:
| País, território ou mar | Notas                                                         |
| ----------------------- | ------------------------------------------------------------- |
| Oceano Ártico           |                                                               |
| Rússia                  | Ilha de Zemlya Georga, Terra de Francisco José                |
| Oceano Ártico           | Mar de Barents                                                |
| Rússia                  | Ilha de Zemlya Georga, Terra de Francisco José                |
| Oceano Ártico           | Mar de Barents                                                |
| Rússia                  | Ilha Kolguev                                                  |
| Oceano Ártico           | Mar de Barents                                                |
| Rússia                  | Passa a oeste de Kazan                                        |
| Cazaquistão             |                                                               |
| Rússia                  |                                                               |
| Mar Cáspio              |                                                               |
| Azerbaijão              |                                                               |
| Mar Cáspio              |                                                               |
| Irão                    |                                                               |
| Golfo Pérsico           |                                                               |
| Arábia Saudita          |                                                               |
| Iêmen                   |                                                               |
| Oceano Índico           | Golfo de Áden                                                 |
| Somália                 |                                                               |
| Oceano Índico           |                                                               |
| Madagáscar              |                                                               |
| Oceano Índico           |                                                               |
| Oceano Antártico        | Passa a oeste da Ilha Branca, na Terra de Enderby             |
| Antártida               | Território Antártico Australiano, reivindicado pela Austrália |